# Sandra Sánchez
Sandra Sánchez Jaime (16 september 1981) is een Spaans karateka. 
Sánchez werd de eerste olympisch kampioen karate op het onderdeel kata. 

## Palmares
- 2016 WK: kata
- 2018 WK: kata
- 2020 OS: kata